# Golden (альбом Кайли Миноуг)
Golden (с англ. — «Золотой») — четырнадцатый студийный альбом австралийской певицы Кайли Миноуг, выпущенный 6 апреля 2018 года на лейбле BMG Rights Management.

## История создания
В 2016 году Кайли Миноуг выпустила альбом Kylie Christmas: Snow Queen Edition  — переиздание рождественского студийного альбома, выпущенного годом ранее. Эта была последняя пластинка, выпущенная на лейбле Parlophone, с которым Миноуг работала довольно продолжительное время. В период с 2014 по 2017 год певица записывала дуэты с Джорджо Мородером и Фернандо Гарибэйем, а также снималась в кино и принимала участие на телевидении. В феврале 2017 года Миноуг подписала контракт с лейблом BMG Rights Management для выпуска нового альбома по всему миру. В декабре Миноуг и BMG заключили совместный договор с компанией Liberator Music — подразделением лейбла Mushroom для выпуска пластинки в Австралии и Новой Зеландии.
В течение года Миноуг записывала песни для четырнадцатого альбома в сотрудничестве с Эми Уодж, Скайем Адамсом, DJ Fresh и Нэтаном Чапманом. Также певица сотрудничала с Ричардом Стэннардом, The Invisible Men и Карен Пул, с которыми работала над предыдущими релизами. Запись пластинки началась в Лондоне и Лос-Анджелесе, и закончилась в Нэшвилле, где была записана большая часть материала. В октябре 2017 года Миноуг рассказала о процессе записи в городах, в которых вдохновлялась на написание песен, прокомментировав: «До этого я проделала над альбомом большую работу, но Нэшвилл оказал на меня глубокое влияние». Golden стал вторым альбомом Миноуг после Impossible Princess (1997), каждый трек для которого написала сама певица. Процесс написания песен в Нэшвилле Миноуг назвала своего рода «терапией».

## Синглы
С альбома было выпущено шесть синглов и один промосингл. 19 января 2018 года на официальном канале Миноуг в YouTube состоялась премьера ведущего сингла «Dancing», который стал первым синглом певицы, выпущенным на лейбле BMG Management. Композиция получила положительные отзывы критиков, которые высоко оценили её мелодию и продюсирование, и называли одним из лучших синглов с альбома. В чартах песня имела средний успех: она добралась до 46-й позиции в Австралии и до 38-й в Великобритании, а также попала в хит-парады Бельгии, Франции, Венгрии, Новой Зеландии и Испании. «Dancing» — 51-й сингл Миноуг, попавший в топ-40 чарта Великобритании. 12 мая 2018 года «Dancing» стал 14-й композицией Миноуг, возглавившей американский чарт Hot Dance Club Songs.
Вторым синглом с пластинки стала композиция «Stop Me from Falling», выпущенная 9 марта 2018 года. 29 марта на официальном канале певицы в YouTube было представлено концертное видео на эту песню, снятое во время промотура Kylie Presents Golden. Сингл получил положительные отзывы критиков, которые высоко оценили его продюсирование и хуки. Песня добралась до 78-й строчки чарта Великобритании и попала в топ-50 цифровых хит-парадов Австралии, Франции и Японии. На следующий день, 30 марта, вышел первый промосингл с альбома — «Raining Glitter», который дебютировал на 188-й строчке во французском цифровом чарте синглов. 18 апреля 2018 года Миноуг объявила о выпуске ремикса на песню «Stop Me from Failing» при участии кубинского музыкального дуэта Gente de Zona. Видеоклип на эту композицию был снят на Гаване за два месяца до объявления о её выпуске.
Премьера видеоклипа на заглавную композицию альбома, съёмки которого так же проходили на Кубе, состоялась 28 мая 2018 года в честь 50-летнего юбилея певицы. Позже, в своих социальных сетях Миноуг подтвердила, что «Golden» стал третьим синглом с пластинки. 29 мая состоялась премьера песни на итальянских радиостанциях. Четвёртым синглом стала композиция «A Lifetime to Repair», премьера которой состоялась 4 августа на BBC Radio 2. 9 октября было объявлено, что пятым и последним синглом с пластинки станет композиция «Music’s Too Sad Without You», записанная при участии Джека Саворетти. 9 ноября состоялся австралийский релиз сингла «Sincerely Yours».

## Список композиций
| №                   | Название                                                    | Автор(ы)                                                                           | Продюсер(ы)           | Длительность |
| ------------------- | ----------------------------------------------------------- | ---------------------------------------------------------------------------------- | --------------------- | ------------ |
| 1.                  | «Dancing»                                                   | Кайли Миноуг, Нэтан Чапман, Стив Макьюэн                                           | Скай Адамс            | 2:58         |
| 2.                  | «Stop Me from Falling»                                      | Миноуг, Адамс, Макьюэн, Дэнни Шах                                                  | Адамс                 | 3:01         |
| 3.                  | «Golden»                                                    | Миноуг, Линдси Раймс, Лиз Роуз, Макьюэн                                            | Раймс                 | 3:07         |
| 4.                  | «A Lifetime to Repair»                                      | Миноуг, Адамс, Шах, Кёрис Хьюстон                                                  | Адамс                 | 3:19         |
| 5.                  | «Sincerely Yours»                                           | Миноуг, Джесси Фрейзер, Эми Уодж                                                   | Фрейзер               | 3:28         |
| 6.                  | «One Last Kiss»                                             | Миноуг, Эш Хаус, Ричард Стэннард, Сетон Донт                                       | Хаус, Стэннард        | 3:41         |
| 7.                  | «Live a Little»                                             | Миноуг, Адамс, Шах                                                                 | Адамс                 | 3:07         |
| 8.                  | «Shelby '68»                                                | Миноуг, Хаус, Стэннард, Даунт                                                      | Хаус, Стэннард, Даунт | 3:35         |
| 9.                  | «Radio On»                                                  | Миноуг, Уэйдж, Джонатан Грин                                                       | Джон Грин             | 3:42         |
| 10.                 | «Love»                                                      | Миноуг, Autumn Rowe, Daniel Heløy Davidsen, Питер Уэйлвик, Мич Хэнсен, Уэйн Гектор | Адамс                 | 2:52         |
| 11.                 | «Raining Glitter»                                           | Миноуг, Алекс Смит, Марк Тэйлор, Фрэнсис Уайт                                      | Смит, Тэйлор, Уайт    | 3:33         |
| 12.                 | «Music's Too Sad Without You» (при участии Джека Саворетти) | Миноуг, Саворетти, Самуэль Диксон                                                  | Диксон                | 4:09         |
| Общая длительность: | Общая длительность:                                         | Общая длительность:                                                                | Общая длительность:   | 40:33        |

| №                   | Название                  | Автор(ы)                    | Продюсер(ы)         | Длительность |
| ------------------- | ------------------------- | --------------------------- | ------------------- | ------------ |
| 13.                 | «Lost Without You»        | Миноуг, Грин                | Грин,Чарли Рассел   | 4:04         |
| 14.                 | «Every Little Part of Me» | Миноуг, Уэйдж, Адамс        | Адамс               | 2:58         |
| 15.                 | «Rollin'»                 | Миноуг, Уэйдж, Адамс        | Адамс               | 3:32         |
| 16.                 | «Low Blow»                | Миноуг, Шах, Адамс, Макьюэн | Адамс               | 2:56         |
| Общая длительность: | Общая длительность:       | Общая длительность:         | Общая длительность: | 54:03        |

| №   | Название                                   | Длительность |
| --- | ------------------------------------------ | ------------ |
| 13. | «Dancing» (Initial Talk Remix)             |              |
| 14. | «Dancing» (Anton Powers Alternative Remix) |              |

| №   | Название                                                  | Длительность |
| --- | --------------------------------------------------------- | ------------ |
| 17. | «Stop Me from Falling» (Ремикс при участии Gente de Zona) | 3:01         |

## История релиза
| Регион   | Дата релиза    | Формат(ы)                                             | Лейбл(ы)                        | Ref    |
| -------- | -------------- | ----------------------------------------------------- | ------------------------------- | ------ |
| Мир      | 6 апреля 2018  | CD, цифровое скачивание музыки, LP, кассета, стриминг | Darenote, BMG Rights Management | [ 32 ] |
| Мексика  | 20 апреля 2018 | CD                                                    | Warner Music                    | [ 33 ] |
| Бразилия | 26 апреля 2018 | CD                                                    | Warner Music                    | [ 34 ] |